# Schlacht am Cheat Mountain
Philippi Races – Rich Mountain – Kesslers Cross Lanes – Carnifex Ferry – Cheat Mountain – Greenbrier River – Camp Allegheny
Die Schlacht am Cheat Mountain, auch Schlacht am Cheat Mountain Summit genannt, war eine Schlacht des amerikanischen Bürgerkriegs im Verlaufe der Operationen im westlichen Virginia, die vom 12. bis 15. September 1861 stattfand.
Nach der Niederlage in der Schlacht am Rich Mountain hatten sich die konföderierten Truppen im oberen Tygart-Tal und im Tal des Greenbrier River reorganisiert, beide Täler sind durch den Cheat Mountain getrennt.
Die Truppen der Nordstaaten unter Brigadegeneral Joseph J. Reynolds waren zwischen Huttonsville und Elkwater im Tygart-Tal, am Cheat Pass und im Cheat Mountain Summit Fort disloziert.
Nachdem General Lee den Oberbefehl über die konföderierten Streitkräfte im Nordwesten Virginias übernommen hatte, war sein Ziel, seine Großverbände zu vereinen und den Cheat Mountain in die eigene Hand zu bekommen. Seine Brigaden waren wie folgt disloziert:
- 2 Brigaden ostwärts des Cheat Mountain im Camp Bartow am Greenbrier River,
- 4 Brigaden im oberen Tygart-Tal westlich des Cheat Mountain und
- die „Army of the Kanawha“ 160 km im Süden am Sewill Mountain.

Die Führung der Truppen wurde zudem nicht nur durch die räumliche Trennung erschwert, sondern auch durch die Individualität der Lee unterstellten Kommandeure. So musste Lee eine Geländeerkundung der Annäherungswege zum Gipfel des Cheat Mountain selbst durchführen, weil sich Brigadegeneral William W. Loring weigerte und Lee als „ewiger“ Diplomat einer Auseinandersetzung zu dieser Zeit lieber aus dem Weg ging.
Lee plante, dass Oberst Albert Rust mit einer Brigade aus Camp Bartow auf einem Pfad durch den Wald und Brigadegeneral Henry R. Jackson mit der anderen Brigade entlang des Staunton-Parkersburg Turnpike auf den Gipfel vorgehen sollten. Oberst Samuel R. Anderson sollte das Fort auf dem Gipfel von Westen angreifen. Nach der Eroberung des Forts sollten Oberst Jesse S. Burk und Brigadegeneral Daniel S. Donelson beiderseits des Tygart Valley Rivers nach Norden angreifen. Ein gut überlegter Plan, bei dem Überraschung der wichtigste Faktor war, der aber weder das Gelände noch die widrigen Witterungsverhältnisse berücksichtigte.
Am 12. September 1861 begann Oberst Rust seine Annäherung durch dichtes Unterholz. Jackson erreichte seine Ausgangsstellung auf dem Turnpike ohne Schwierigkeiten. Anderson überraschte die Unionstruppen am Turnpike auf der Westseite des Cheat Mountains und besetzte den Turnpike.
Am Morgen des 13. September beschäftigte Jackson die Besatzung des Forts durch ständiges Geplänkel. Er und Anderson warteten auf Rusts Zeichen zum Angriff. Dieses blieb jedoch aus, weil der Vormarsch Rusts unter einem ungünstigen Stern stand. Nach einem Marsch von ca. 30 km durch unwegsames Gelände – kletternd, Unterholz schlagend und durch morastiges Gelände watend – erreichte seine Brigade manchmal im Gänsemarsch vorgehend im prasselnden Regen den Gipfel.
Die Besatzung des Forts hatte seine Annäherung nicht bemerkt. Rust nützte dieses Überraschungsmoment jedoch nicht aus, sondern griff zunächst eine Versorgungskolonne eine halbe Meile vom Fort entfernt an. Zufällig befand sich Oberst Nathan Kimball mit 300 Mann bei einer Geländeerkundung in der Nähe und griff die Konföderierten sofort an. In den dichten Wäldern kam es zum erbitterten Kampf, bis Rust die Nerven verlor und seiner geschwächten und erschöpften Brigade den Rückzug befahl. Rust sagte später, er habe sich einer überwältigenden Übermacht gegenübergesehen.
Der Überraschungseffekt war wegen dieses Fehlers verloren gegangen und eine koordinierte Aktion nicht mehr möglich. Die Unionstruppen stellten sich auf die Abwehr des Angriffs ein und klärten kampfkräftig mit Kavallerie gegen Lees Truppen auf. Nach zwei Tagen mit Scharmützeln und taktischen Manövern brach Lee die Schlacht ab und zog sich nach Valley Head, WV und Camp Bartow zurück.